# Alfredo Maria Garsia
(dal testamento del presule)
Alfredo Maria Garsia (Augusta, 14 gennaio 1928 – Augusta, 4 giugno 2004) è stato un vescovo cattolico italiano.

## Biografia
Nacque ad Augusta, nell'arcidiocesi di Siracusa, il 14 gennaio 1928.
Fu ordinato sacerdote il 1º luglio 1951 e consacrato vescovo il 2 febbraio 1974.
Per quasi un trentennio guidò la diocesi di Caltanissetta nell'attuazione degli orientamenti del Concilio Ecumenico Vaticano II: da ricordare durante il suo episcopato le settimane pastorali, la visita pastorale di papa Giovanni Paolo II, il primo sinodo diocesano. Fu anche presidente della Fondazione Migrantes della Conferenza Episcopale Italiana.
Il 23 gennaio 2001 il papa lo nominò anche consultore del Pontificio consiglio della pastorale per i migranti e gli itineranti.
Morì all'età di 76 anni ad Augusta, sua terra natale, il 4 giugno 2004. I suoi funerali vennero celebrati nella cattedrale di Caltanissetta dal cardinale Salvatore De Giorgi, insieme ad altri vescovi. La salma è sepolta nello stesso edificio.

## Genealogia episcopale
La genealogia episcopale è:
- Cardinale Scipione Rebiba
- Cardinale Giulio Antonio Santori
- Cardinale Girolamo Bernerio, O.P.
- Arcivescovo Galeazzo Sanvitale
- Cardinale Ludovico Ludovisi
- Cardinale Luigi Caetani
- Cardinale Ulderico Carpegna
- Cardinale Paluzzo Paluzzi Altieri degli Albertoni
- Papa Benedetto XIII
- Papa Benedetto XIV
- Papa Clemente XIII
- Cardinale Marcantonio Colonna
- Cardinale Giacinto Sigismondo Gerdil, B.
- Cardinale Giulio Maria della Somaglia
- Cardinale Carlo Odescalchi, S.I.
- Cardinale Costantino Patrizi Naro
- Cardinale Lucido Maria Parocchi
- Papa Pio X
- Cardinale Gaetano De Lai
- Cardinale Raffaele Carlo Rossi, O.C.D.
- Cardinale Amleto Giovanni Cicognani
- Cardinale Salvatore Pappalardo
- Vescovo Alfredo Maria Garsia